# Kid Creole and the Coconuts

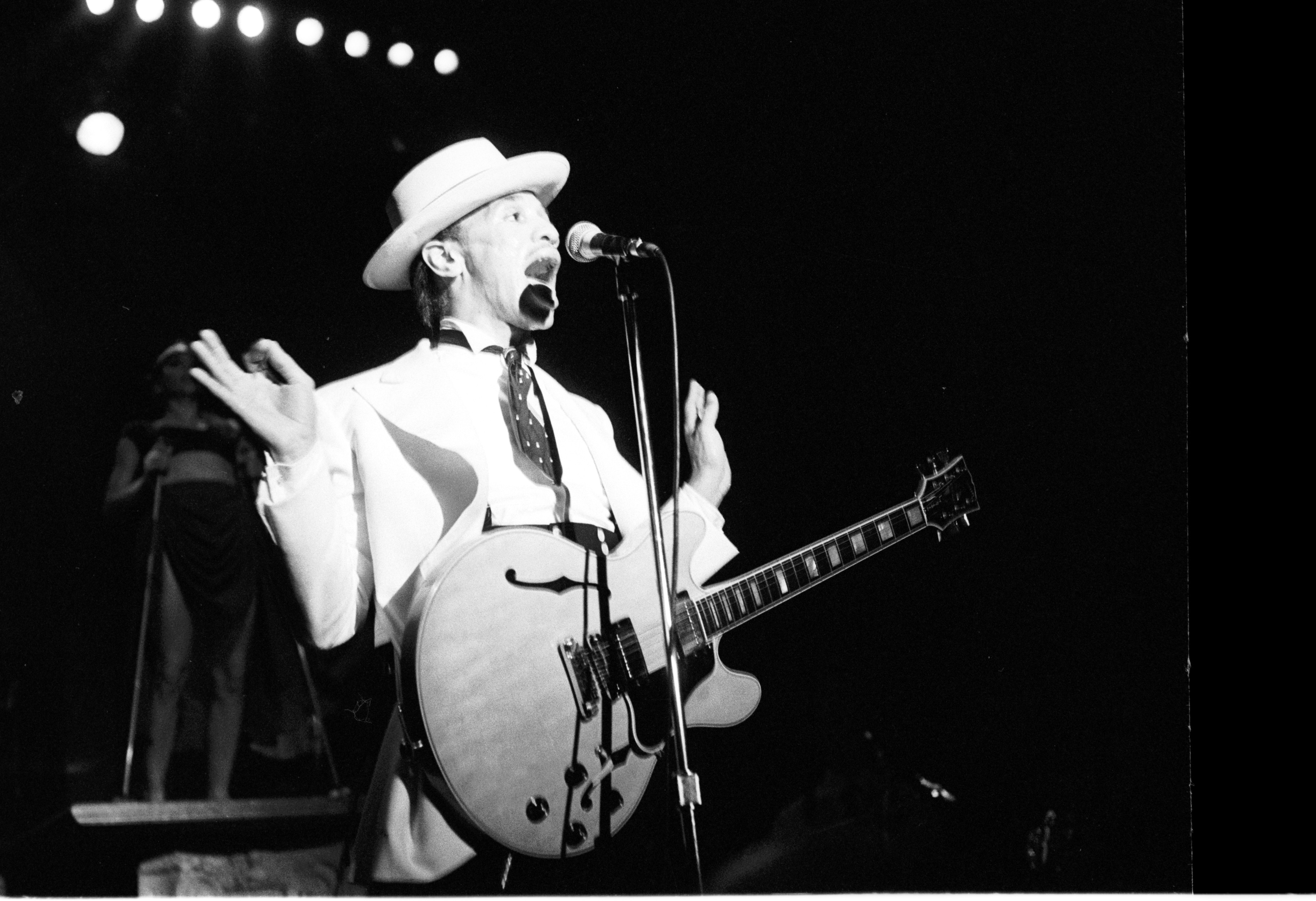
Kid Creole in 1987

Kid Creole and the Coconuts is een Amerikaanse muziekgroep rond zanger, leider en oprichter August Darnell (Kid Creole). The Coconuts zijn een glamoureus trio achtergrondzangeressen waarvan de samenstelling door de jaren reeds meerdere malen gewijzigd is. De groep speelt een mengeling van disco en Latijns-Amerikaanse muziek met jazz-invloeden uit de jaren 30. De groep was vooral succesvol in de jaren 80.

## Geschiedenis

### Dr. Buzzard's Original Savannah Band
Thomas August Darnell Browder (1950) groeide op in het New Yorkse stadsdeel The Bronx en begon zijn carrière op 15-jarige leeftijd als bassist in The In-Laws, de band van zijn halfbroer Stony Browder (1949-2001). Rond deze tijd verkortte hij zijn naam tot August Darnell. De groep was maar een kort leven beschoren en na de dreiging van militaire dienstplicht werd Darnell leraar Engels.
Geïnspireerd door de swing-jazz en de Hollywoodfilms uit de jaren 30 en 40, en de hedendaagse dansmuziek vormden de beide broers in 1974 Dr. Buzzard's Original Savannah Band. In 1976 verscheen hun debuutalbum waarvan de singles Cherchez la femme en I'll Play The Fool ook de Nederlandse hitlijsten haalden. De daaropvolgende albums wisten het succes niet te evenaren, net als de vele afsplitsingen die waren ontstaan. Darnell was ondertussen opgestapt om platen voor andere artiesten te produceren.

### Kid Creole & The Coconuts
In 1980 nam Darnell de naam Kid Creole aan (geïnspireerd op de film King Creole van Elvis Presley uit 1958) en vormde The Coconuts, waarin ook zijn vrouw Adriana Kaegi opgenomen werd. Een ander prominent lid was ex-Savannah Band- vibrafonist Andy Coati Mundi Hernandez.
Hun debuutalbum Off the Coast of Me uit 1980 had een grote disco-invloed. Het album werd op goede kritieken onthaald maar werd geen commercieel succes. De jaren daarop volgden de albums Fresh Fruits in Foreign Places (1981), een conceptalbum en Tropical Gangsters (1982) met de grote hit Annie, I'm not your Daddy. Het album Doppelganger dat in 1983 verscheen werd dan weer een commerciële teleurstelling. Dat gold niet zozeer voor het solo-album dat de Coconuts dat jaar uitbrachten.
Kid Creole and the Coconuts speelden in 1984 in de film Against All Odds waarin zij My Male Curiosity zongen. Later speelden zij nog in de films New York Stories (1989) en Only You (1992).
Met het album In Praise of Older Women and Other Crimes uit 1985 boekten Kid Creole and the Coconuts hun grootste succes. De hitsingle Endicott kwam uit dit album en de wereldtournee die aan het album gekoppeld was leverde grote triomfen op. Hun volgende album I, Too, Have Seen The Woods had niet hetzelfde succes en de tournee die op het album volgde was de laatste met Coati Mundi in de groep; hij richtte een eigen band op. Ondertussen was Darnell gescheiden van Kaegi maar zij bleef deel uitmaken van de Coconuts die rond 1986 zelfstandig gingen onder een andere naam. 
Bijgestaan door nieuwe Coconuts bracht Kid Creole in 1990 het album Private Waters in the Great Divide uit waaraan ex-Savannah-zangeres Cory Daye en Prince hun medewerking verleenden. The Sex Of It, geschreven door de man uit Minneapolis, werd een bescheiden hit.  
In de jaren 1990 toerden Kid Creole and the Coconuts de wereld rond en maakten ze nog een aantal albums maar deze zouden de successen uit de jaren 1980 niet meer evenaren.
Vanaf 2000 wordt er nog slechts sporadisch opgetreden omdat Kid Creole ook een solocarrière is begonnen. Hij woont afwisselend in Denemarken, Zweden en Engeland waar hij in 2008 met een discomusical toerde. In 2007 waren Kid Creole & the Coconuts te zien tijdens de tweede editie van The Hague Jazz en de Night of the Proms en in 2010 op Pinkpop Classic. Op 4 juni 2016 traden Kid Creole & the Coconuts op op Retropop. Op 27 juni 2019 traden Kid Creole & the Coconuts op tijdens Het Groot Verlof in Leuven. Op 2 augustus 2025 traden ze op de Fonnefeesten in Lokeren.

## Discografie

### Studioalbums
| Album met eventuele hitnotering(en) in de Nederlandse Album Top 100 | Datum van verschijnen | Datum van binnenkomst | Hoogste positie | Aantal weken | Opmerkingen |
| ------------------------------------------------------------------- | --------------------- | --------------------- | --------------- | ------------ | ----------- |
| Tropical Gangsters                                                  | 19-06-1982            | 1982                  | 6               | 32           |             |
| Doppelganger                                                        | 08-10-1983            | 1983                  | 46              | 1            |             |
| Private Waters In The Great Divide                                  | 28-04-1990            | 1990                  | 56              | 6            |             |

### Overige Albums
- Off the Coast of Me (1980)
- Fresh Fruit in Foreign Places (1981)
- Cre-Olè: The Best of Kid Creole and the Coconuts (1984)
- In Praise of Older Women and Other Crimes (1985)
- I, Too, Have Seen the Woods (1987)
- You Shoulda Told Me You Were (1991)
- Kid Creole Redux (1992)
- KC2 Plays K2C (1993) (enkel Japan)
- To Travel Sideways (1995)
- Kiss Me Before the Light Changes (1995)
- The Conquest of You (1997)
- Oh! What a Night (2000) (livealbum; uitgebracht als Best of Kid Creole and the Coconuts)
- Too Cool to Conga! (2001)
- Going Places: The August Darnell Years 1976-1983 (2008)

### Single Top 40
| Single met eventuele hitnotering(en) in de Nederlandse Top 40 | Datum van verschijnen | Datum van binnenkomst | Hoogste positie | Aantal weken | Opmerkingen             |
| ------------------------------------------------------------- | --------------------- | --------------------- | --------------- | ------------ | ----------------------- |
| Que Pasa / Me No Pop I                                        | 18-07-1981            | 1981                  | 32              | 3            | met Coati Mundi         |
| I'm a wonderful thing (baby)                                  | 26-06-1982            | 1982                  | 11              | 6            |                         |
| Stool Pigeon                                                  | 14-08-1982            | 1982                  | 17              | 6            |                         |
| Annie, I'm Not Your Daddy                                     | 23-10-1982            | 1982                  | 3               | 9            |                         |
| The Lifeboat Party                                            |                       | 1983                  | tip13           | -            |                         |
| Endicott                                                      | 27-07-1985            | 1985                  | 21              | 7            | Alarmschijf             |
| Hey Mambo                                                     | 19-03-1988            | 1988                  | 16              | 5            | featuring Barry Manilow |
| The Sex Of It                                                 | 07-04-1990            | 1990                  | 31              | 3            |                         |

### Overige Singles
- Maladie D'Amour (1980)
- He's Not Such a Bad Guy (After All) (1980)
- Going Places (1981)
- Table Manners (1981)
- Latin Music (1981)
- I am (1981)
- Dear Addy (1982)
- There's Something Wrong in Paradise (1983) #35 UK
- My Male Curiosity (1984)
- Don't Take My Coconuts (1984)
- Caroline Was a Drop-Out (1986)
- Pepito (1988)
- I Love Girls (1990)
- (She's A) Party Girl (1991)
- UFO (1997)

### NPO Radio 2 Top 2000
Van Kid Creole and the Coconuts stond alleen Annie, I'm Not Your Daddy in 1999 in de NPO Radio 2 Top 2000, op plek 1833.

## Prijzen
- 1983: Brit Award voor de beste internationale artiest